# BMW K1200 R
La BMW K1200 R (scritto anche K1200R) è una motocicletta prodotta dalla casa motociclistica tedesca BMW Motorrad dal 2005 al 2008.

## Descrizione
Prodotta nello stabilimento BMW di Spandau, la moto è stata presentata alla stampa il 15 settembre 2004 durante l'Intermot di Monaco di Baviera, con le vendite che sono iniziate il 4 giugno 2005.
A spingere la moto c'è un motore a quattro cilindri in linea da 1157 cm³, che produce una potenza massima di 163 CV (122 kW) a 10250 giri/min ed eroga una coppia di 140 Nm a 8250 giri/min.
Il propulsore è disposto frontemarcia ed è inclinato di 55 gradi verso l'avantreno, in maniera tale da abbassare il baricentro e consentendo anche di posizionare i condotti e il sistema d'aspirazione sopra il motore direttamente, sotto il serbatoio del carburante. Il sistema sospensivo è composto all'anteriore da un Duolever con ammortizzatore centrale, mentre al posteriore è presente un monoammortizzatore con regolazione elettronica (ESA). È inoltre presente nel sistema di scarico un convertitore catalitico a tre vie e in opzione era disponibile anche il sistema ABS.
Nel 2007 è stata introdotta sul mercato la K1200R Sport, una versione della K1200R che differisce per l'aggiunta di una carenatura laterale di maggiori dimensioni.
Alla fine del 2008 la K1200R è stata sostituita dalla BMW K1300 R.

## Caratteristiche tecniche
| Caratteristiche tecniche - BMW K1200 R                                   | Caratteristiche tecniche - BMW K1200 R                                                                                     | Caratteristiche tecniche - BMW K1200 R                                                                                     | Caratteristiche tecniche - BMW K1200 R                                                                                     | Caratteristiche tecniche - BMW K1200 R                                                                                     | Caratteristiche tecniche - BMW K1200 R                                                                                     |
| ------------------------------------------------------------------------ | --- | --- | --- | --- | --- |
|                                                                          | | | | | |
| Dimensioni e pesi                                                        | | | | | |
| Ingombri (lungh.×largh.×alt.)                                            | 2228 × 856 × 1095 mm | 2228 × 856 × 1095 mm | 2228 × 856 × 1095 mm | 2228 × 856 × 1095 mm | 2228 × 856 × 1095 mm |
| Altezze                                                                  | Sella: 82 mm | Sella: 82 mm | Sella: 82 mm | Sella: 82 mm | Sella: 82 mm |
| Interasse: 1580 mm                                                       | Interasse: 1580 mm | Massa a vuoto: 237 kg | Massa a vuoto: 237 kg | Serbatoio: 19 litri | Serbatoio: 19 litri |
| Meccanica                                                                | | | | | |
| Tipo motore: a 4 cilindri in linea                                       | Tipo motore: a 4 cilindri in linea                                                                                         | Tipo motore: a 4 cilindri in linea                                                                                         | Tipo motore: a 4 cilindri in linea                                                                                         | Raffreddamento: a liquido                                                                                                  | Raffreddamento: a liquido                                                                                                  |
| Cilindrata                                                               | 1157 cm³ (Alesaggio 79,0 × Corsa 59,0 mm)                                                                                  | 1157 cm³ (Alesaggio 79,0 × Corsa 59,0 mm)                                                                                  | 1157 cm³ (Alesaggio 79,0 × Corsa 59,0 mm)                                                                                  | 1157 cm³ (Alesaggio 79,0 × Corsa 59,0 mm)                                                                                  | 1157 cm³ (Alesaggio 79,0 × Corsa 59,0 mm)                                                                                  |
| Distribuzione: 2 alberi a camme, 4 valvole per cilindro                  | Distribuzione: 2 alberi a camme, 4 valvole per cilindro                                                                    | Distribuzione: 2 alberi a camme, 4 valvole per cilindro                                                                    | Alimentazione: iniezione elettronica                                                                                       | Alimentazione: iniezione elettronica                                                                                       | Alimentazione: iniezione elettronica                                                                                       |
| Potenza: 163 CV a 10 250 giri/min                                        | Potenza: 163 CV a 10 250 giri/min                                                                                          | Coppia: 127 Nm a 8250 giri/min                                                                                             | Coppia: 127 Nm a 8250 giri/min                                                                                             | Rapporto di compressione: 13,0:1                                                                                           | Rapporto di compressione: 13,0:1                                                                                           |
| Frizione: dischi multipli a bagno d’olio ad azionamento idraulico        | Frizione: dischi multipli a bagno d’olio ad azionamento idraulico                                                          | Frizione: dischi multipli a bagno d’olio ad azionamento idraulico                                                          | Cambio: sequenziale a 6 marce ad innesti frontali                                                                          | Cambio: sequenziale a 6 marce ad innesti frontali                                                                          | Cambio: sequenziale a 6 marce ad innesti frontali                                                                          |
| Accensione                                                               | elettronica | elettronica | elettronica | elettronica | elettronica |
| Trasmissione                                                             | albero | albero | albero | albero | albero |
| Avviamento                                                               | elettrico | elettrico | elettrico | elettrico | elettrico |
| Ciclistica                                                               | | | | | |
| Telaio                                                                   | doppia trave in alluminio con culla aperta                                                                                 | doppia trave in alluminio con culla aperta                                                                                 | doppia trave in alluminio con culla aperta                                                                                 | doppia trave in alluminio con culla aperta                                                                                 | doppia trave in alluminio con culla aperta                                                                                 |
| Sospensioni                                                              | Anteriore: BMW Motorrad Duolever, ammortizzatore centrale / Posteriore: monoammortizzatore ESA regolabile elettronicamente | Anteriore: BMW Motorrad Duolever, ammortizzatore centrale / Posteriore: monoammortizzatore ESA regolabile elettronicamente | Anteriore: BMW Motorrad Duolever, ammortizzatore centrale / Posteriore: monoammortizzatore ESA regolabile elettronicamente | Anteriore: BMW Motorrad Duolever, ammortizzatore centrale / Posteriore: monoammortizzatore ESA regolabile elettronicamente | Anteriore: BMW Motorrad Duolever, ammortizzatore centrale / Posteriore: monoammortizzatore ESA regolabile elettronicamente |
| Freni                                                                    | Anteriore: a doppio disco flottante da 320 mm a 4 pistoncini / Posteriore: a singolo disco flottante a 2 pistoncini        | Anteriore: a doppio disco flottante da 320 mm a 4 pistoncini / Posteriore: a singolo disco flottante a 2 pistoncini        | Anteriore: a doppio disco flottante da 320 mm a 4 pistoncini / Posteriore: a singolo disco flottante a 2 pistoncini        | Anteriore: a doppio disco flottante da 320 mm a 4 pistoncini / Posteriore: a singolo disco flottante a 2 pistoncini        | Anteriore: a doppio disco flottante da 320 mm a 4 pistoncini / Posteriore: a singolo disco flottante a 2 pistoncini        |
| Fonte dei dati: https://www.moto.it/listino/bmw/k-1200-r/k-1200-r/qfxbfS | | | | | |